# Ataque fígado frito
|   | a | b | c | d | e | f | g | h |   |
| 8 | a8 preto torre · c8 preto bispo · d8 preto rainha · e8 preto rei · f8 preto bispo · h8 preto torre · a7 preto peão · b7 preto peão · c7 preto peão · f7 branco cavalo · g7 preto peão · h7 preto peão · c6 preto cavalo · d5 preto cavalo · e5 preto peão · c4 branco bispo · a2 branco peão · b2 branco peão · c2 branco peão · d2 branco peão · f2 branco peão · g2 branco peão · h2 branco peão · a1 branco torre · b1 branco cavalo · c1 branco bispo · d1 branco rainha · e1 branco rei · h1 branco torre | a8 preto torre · c8 preto bispo · d8 preto rainha · e8 preto rei · f8 preto bispo · h8 preto torre · a7 preto peão · b7 preto peão · c7 preto peão · f7 branco cavalo · g7 preto peão · h7 preto peão · c6 preto cavalo · d5 preto cavalo · e5 preto peão · c4 branco bispo · a2 branco peão · b2 branco peão · c2 branco peão · d2 branco peão · f2 branco peão · g2 branco peão · h2 branco peão · a1 branco torre · b1 branco cavalo · c1 branco bispo · d1 branco rainha · e1 branco rei · h1 branco torre | a8 preto torre · c8 preto bispo · d8 preto rainha · e8 preto rei · f8 preto bispo · h8 preto torre · a7 preto peão · b7 preto peão · c7 preto peão · f7 branco cavalo · g7 preto peão · h7 preto peão · c6 preto cavalo · d5 preto cavalo · e5 preto peão · c4 branco bispo · a2 branco peão · b2 branco peão · c2 branco peão · d2 branco peão · f2 branco peão · g2 branco peão · h2 branco peão · a1 branco torre · b1 branco cavalo · c1 branco bispo · d1 branco rainha · e1 branco rei · h1 branco torre | a8 preto torre · c8 preto bispo · d8 preto rainha · e8 preto rei · f8 preto bispo · h8 preto torre · a7 preto peão · b7 preto peão · c7 preto peão · f7 branco cavalo · g7 preto peão · h7 preto peão · c6 preto cavalo · d5 preto cavalo · e5 preto peão · c4 branco bispo · a2 branco peão · b2 branco peão · c2 branco peão · d2 branco peão · f2 branco peão · g2 branco peão · h2 branco peão · a1 branco torre · b1 branco cavalo · c1 branco bispo · d1 branco rainha · e1 branco rei · h1 branco torre | a8 preto torre · c8 preto bispo · d8 preto rainha · e8 preto rei · f8 preto bispo · h8 preto torre · a7 preto peão · b7 preto peão · c7 preto peão · f7 branco cavalo · g7 preto peão · h7 preto peão · c6 preto cavalo · d5 preto cavalo · e5 preto peão · c4 branco bispo · a2 branco peão · b2 branco peão · c2 branco peão · d2 branco peão · f2 branco peão · g2 branco peão · h2 branco peão · a1 branco torre · b1 branco cavalo · c1 branco bispo · d1 branco rainha · e1 branco rei · h1 branco torre | a8 preto torre · c8 preto bispo · d8 preto rainha · e8 preto rei · f8 preto bispo · h8 preto torre · a7 preto peão · b7 preto peão · c7 preto peão · f7 branco cavalo · g7 preto peão · h7 preto peão · c6 preto cavalo · d5 preto cavalo · e5 preto peão · c4 branco bispo · a2 branco peão · b2 branco peão · c2 branco peão · d2 branco peão · f2 branco peão · g2 branco peão · h2 branco peão · a1 branco torre · b1 branco cavalo · c1 branco bispo · d1 branco rainha · e1 branco rei · h1 branco torre | a8 preto torre · c8 preto bispo · d8 preto rainha · e8 preto rei · f8 preto bispo · h8 preto torre · a7 preto peão · b7 preto peão · c7 preto peão · f7 branco cavalo · g7 preto peão · h7 preto peão · c6 preto cavalo · d5 preto cavalo · e5 preto peão · c4 branco bispo · a2 branco peão · b2 branco peão · c2 branco peão · d2 branco peão · f2 branco peão · g2 branco peão · h2 branco peão · a1 branco torre · b1 branco cavalo · c1 branco bispo · d1 branco rainha · e1 branco rei · h1 branco torre | a8 preto torre · c8 preto bispo · d8 preto rainha · e8 preto rei · f8 preto bispo · h8 preto torre · a7 preto peão · b7 preto peão · c7 preto peão · f7 branco cavalo · g7 preto peão · h7 preto peão · c6 preto cavalo · d5 preto cavalo · e5 preto peão · c4 branco bispo · a2 branco peão · b2 branco peão · c2 branco peão · d2 branco peão · f2 branco peão · g2 branco peão · h2 branco peão · a1 branco torre · b1 branco cavalo · c1 branco bispo · d1 branco rainha · e1 branco rei · h1 branco torre | 8 |
| 7 | a8 preto torre · c8 preto bispo · d8 preto rainha · e8 preto rei · f8 preto bispo · h8 preto torre · a7 preto peão · b7 preto peão · c7 preto peão · f7 branco cavalo · g7 preto peão · h7 preto peão · c6 preto cavalo · d5 preto cavalo · e5 preto peão · c4 branco bispo · a2 branco peão · b2 branco peão · c2 branco peão · d2 branco peão · f2 branco peão · g2 branco peão · h2 branco peão · a1 branco torre · b1 branco cavalo · c1 branco bispo · d1 branco rainha · e1 branco rei · h1 branco torre | a8 preto torre · c8 preto bispo · d8 preto rainha · e8 preto rei · f8 preto bispo · h8 preto torre · a7 preto peão · b7 preto peão · c7 preto peão · f7 branco cavalo · g7 preto peão · h7 preto peão · c6 preto cavalo · d5 preto cavalo · e5 preto peão · c4 branco bispo · a2 branco peão · b2 branco peão · c2 branco peão · d2 branco peão · f2 branco peão · g2 branco peão · h2 branco peão · a1 branco torre · b1 branco cavalo · c1 branco bispo · d1 branco rainha · e1 branco rei · h1 branco torre | a8 preto torre · c8 preto bispo · d8 preto rainha · e8 preto rei · f8 preto bispo · h8 preto torre · a7 preto peão · b7 preto peão · c7 preto peão · f7 branco cavalo · g7 preto peão · h7 preto peão · c6 preto cavalo · d5 preto cavalo · e5 preto peão · c4 branco bispo · a2 branco peão · b2 branco peão · c2 branco peão · d2 branco peão · f2 branco peão · g2 branco peão · h2 branco peão · a1 branco torre · b1 branco cavalo · c1 branco bispo · d1 branco rainha · e1 branco rei · h1 branco torre | a8 preto torre · c8 preto bispo · d8 preto rainha · e8 preto rei · f8 preto bispo · h8 preto torre · a7 preto peão · b7 preto peão · c7 preto peão · f7 branco cavalo · g7 preto peão · h7 preto peão · c6 preto cavalo · d5 preto cavalo · e5 preto peão · c4 branco bispo · a2 branco peão · b2 branco peão · c2 branco peão · d2 branco peão · f2 branco peão · g2 branco peão · h2 branco peão · a1 branco torre · b1 branco cavalo · c1 branco bispo · d1 branco rainha · e1 branco rei · h1 branco torre | a8 preto torre · c8 preto bispo · d8 preto rainha · e8 preto rei · f8 preto bispo · h8 preto torre · a7 preto peão · b7 preto peão · c7 preto peão · f7 branco cavalo · g7 preto peão · h7 preto peão · c6 preto cavalo · d5 preto cavalo · e5 preto peão · c4 branco bispo · a2 branco peão · b2 branco peão · c2 branco peão · d2 branco peão · f2 branco peão · g2 branco peão · h2 branco peão · a1 branco torre · b1 branco cavalo · c1 branco bispo · d1 branco rainha · e1 branco rei · h1 branco torre | a8 preto torre · c8 preto bispo · d8 preto rainha · e8 preto rei · f8 preto bispo · h8 preto torre · a7 preto peão · b7 preto peão · c7 preto peão · f7 branco cavalo · g7 preto peão · h7 preto peão · c6 preto cavalo · d5 preto cavalo · e5 preto peão · c4 branco bispo · a2 branco peão · b2 branco peão · c2 branco peão · d2 branco peão · f2 branco peão · g2 branco peão · h2 branco peão · a1 branco torre · b1 branco cavalo · c1 branco bispo · d1 branco rainha · e1 branco rei · h1 branco torre | a8 preto torre · c8 preto bispo · d8 preto rainha · e8 preto rei · f8 preto bispo · h8 preto torre · a7 preto peão · b7 preto peão · c7 preto peão · f7 branco cavalo · g7 preto peão · h7 preto peão · c6 preto cavalo · d5 preto cavalo · e5 preto peão · c4 branco bispo · a2 branco peão · b2 branco peão · c2 branco peão · d2 branco peão · f2 branco peão · g2 branco peão · h2 branco peão · a1 branco torre · b1 branco cavalo · c1 branco bispo · d1 branco rainha · e1 branco rei · h1 branco torre | a8 preto torre · c8 preto bispo · d8 preto rainha · e8 preto rei · f8 preto bispo · h8 preto torre · a7 preto peão · b7 preto peão · c7 preto peão · f7 branco cavalo · g7 preto peão · h7 preto peão · c6 preto cavalo · d5 preto cavalo · e5 preto peão · c4 branco bispo · a2 branco peão · b2 branco peão · c2 branco peão · d2 branco peão · f2 branco peão · g2 branco peão · h2 branco peão · a1 branco torre · b1 branco cavalo · c1 branco bispo · d1 branco rainha · e1 branco rei · h1 branco torre | 7 |
| 6 | a8 preto torre · c8 preto bispo · d8 preto rainha · e8 preto rei · f8 preto bispo · h8 preto torre · a7 preto peão · b7 preto peão · c7 preto peão · f7 branco cavalo · g7 preto peão · h7 preto peão · c6 preto cavalo · d5 preto cavalo · e5 preto peão · c4 branco bispo · a2 branco peão · b2 branco peão · c2 branco peão · d2 branco peão · f2 branco peão · g2 branco peão · h2 branco peão · a1 branco torre · b1 branco cavalo · c1 branco bispo · d1 branco rainha · e1 branco rei · h1 branco torre | a8 preto torre · c8 preto bispo · d8 preto rainha · e8 preto rei · f8 preto bispo · h8 preto torre · a7 preto peão · b7 preto peão · c7 preto peão · f7 branco cavalo · g7 preto peão · h7 preto peão · c6 preto cavalo · d5 preto cavalo · e5 preto peão · c4 branco bispo · a2 branco peão · b2 branco peão · c2 branco peão · d2 branco peão · f2 branco peão · g2 branco peão · h2 branco peão · a1 branco torre · b1 branco cavalo · c1 branco bispo · d1 branco rainha · e1 branco rei · h1 branco torre | a8 preto torre · c8 preto bispo · d8 preto rainha · e8 preto rei · f8 preto bispo · h8 preto torre · a7 preto peão · b7 preto peão · c7 preto peão · f7 branco cavalo · g7 preto peão · h7 preto peão · c6 preto cavalo · d5 preto cavalo · e5 preto peão · c4 branco bispo · a2 branco peão · b2 branco peão · c2 branco peão · d2 branco peão · f2 branco peão · g2 branco peão · h2 branco peão · a1 branco torre · b1 branco cavalo · c1 branco bispo · d1 branco rainha · e1 branco rei · h1 branco torre | a8 preto torre · c8 preto bispo · d8 preto rainha · e8 preto rei · f8 preto bispo · h8 preto torre · a7 preto peão · b7 preto peão · c7 preto peão · f7 branco cavalo · g7 preto peão · h7 preto peão · c6 preto cavalo · d5 preto cavalo · e5 preto peão · c4 branco bispo · a2 branco peão · b2 branco peão · c2 branco peão · d2 branco peão · f2 branco peão · g2 branco peão · h2 branco peão · a1 branco torre · b1 branco cavalo · c1 branco bispo · d1 branco rainha · e1 branco rei · h1 branco torre | a8 preto torre · c8 preto bispo · d8 preto rainha · e8 preto rei · f8 preto bispo · h8 preto torre · a7 preto peão · b7 preto peão · c7 preto peão · f7 branco cavalo · g7 preto peão · h7 preto peão · c6 preto cavalo · d5 preto cavalo · e5 preto peão · c4 branco bispo · a2 branco peão · b2 branco peão · c2 branco peão · d2 branco peão · f2 branco peão · g2 branco peão · h2 branco peão · a1 branco torre · b1 branco cavalo · c1 branco bispo · d1 branco rainha · e1 branco rei · h1 branco torre | a8 preto torre · c8 preto bispo · d8 preto rainha · e8 preto rei · f8 preto bispo · h8 preto torre · a7 preto peão · b7 preto peão · c7 preto peão · f7 branco cavalo · g7 preto peão · h7 preto peão · c6 preto cavalo · d5 preto cavalo · e5 preto peão · c4 branco bispo · a2 branco peão · b2 branco peão · c2 branco peão · d2 branco peão · f2 branco peão · g2 branco peão · h2 branco peão · a1 branco torre · b1 branco cavalo · c1 branco bispo · d1 branco rainha · e1 branco rei · h1 branco torre | a8 preto torre · c8 preto bispo · d8 preto rainha · e8 preto rei · f8 preto bispo · h8 preto torre · a7 preto peão · b7 preto peão · c7 preto peão · f7 branco cavalo · g7 preto peão · h7 preto peão · c6 preto cavalo · d5 preto cavalo · e5 preto peão · c4 branco bispo · a2 branco peão · b2 branco peão · c2 branco peão · d2 branco peão · f2 branco peão · g2 branco peão · h2 branco peão · a1 branco torre · b1 branco cavalo · c1 branco bispo · d1 branco rainha · e1 branco rei · h1 branco torre | a8 preto torre · c8 preto bispo · d8 preto rainha · e8 preto rei · f8 preto bispo · h8 preto torre · a7 preto peão · b7 preto peão · c7 preto peão · f7 branco cavalo · g7 preto peão · h7 preto peão · c6 preto cavalo · d5 preto cavalo · e5 preto peão · c4 branco bispo · a2 branco peão · b2 branco peão · c2 branco peão · d2 branco peão · f2 branco peão · g2 branco peão · h2 branco peão · a1 branco torre · b1 branco cavalo · c1 branco bispo · d1 branco rainha · e1 branco rei · h1 branco torre | 6 |
| 5 | a8 preto torre · c8 preto bispo · d8 preto rainha · e8 preto rei · f8 preto bispo · h8 preto torre · a7 preto peão · b7 preto peão · c7 preto peão · f7 branco cavalo · g7 preto peão · h7 preto peão · c6 preto cavalo · d5 preto cavalo · e5 preto peão · c4 branco bispo · a2 branco peão · b2 branco peão · c2 branco peão · d2 branco peão · f2 branco peão · g2 branco peão · h2 branco peão · a1 branco torre · b1 branco cavalo · c1 branco bispo · d1 branco rainha · e1 branco rei · h1 branco torre | a8 preto torre · c8 preto bispo · d8 preto rainha · e8 preto rei · f8 preto bispo · h8 preto torre · a7 preto peão · b7 preto peão · c7 preto peão · f7 branco cavalo · g7 preto peão · h7 preto peão · c6 preto cavalo · d5 preto cavalo · e5 preto peão · c4 branco bispo · a2 branco peão · b2 branco peão · c2 branco peão · d2 branco peão · f2 branco peão · g2 branco peão · h2 branco peão · a1 branco torre · b1 branco cavalo · c1 branco bispo · d1 branco rainha · e1 branco rei · h1 branco torre | a8 preto torre · c8 preto bispo · d8 preto rainha · e8 preto rei · f8 preto bispo · h8 preto torre · a7 preto peão · b7 preto peão · c7 preto peão · f7 branco cavalo · g7 preto peão · h7 preto peão · c6 preto cavalo · d5 preto cavalo · e5 preto peão · c4 branco bispo · a2 branco peão · b2 branco peão · c2 branco peão · d2 branco peão · f2 branco peão · g2 branco peão · h2 branco peão · a1 branco torre · b1 branco cavalo · c1 branco bispo · d1 branco rainha · e1 branco rei · h1 branco torre | a8 preto torre · c8 preto bispo · d8 preto rainha · e8 preto rei · f8 preto bispo · h8 preto torre · a7 preto peão · b7 preto peão · c7 preto peão · f7 branco cavalo · g7 preto peão · h7 preto peão · c6 preto cavalo · d5 preto cavalo · e5 preto peão · c4 branco bispo · a2 branco peão · b2 branco peão · c2 branco peão · d2 branco peão · f2 branco peão · g2 branco peão · h2 branco peão · a1 branco torre · b1 branco cavalo · c1 branco bispo · d1 branco rainha · e1 branco rei · h1 branco torre | a8 preto torre · c8 preto bispo · d8 preto rainha · e8 preto rei · f8 preto bispo · h8 preto torre · a7 preto peão · b7 preto peão · c7 preto peão · f7 branco cavalo · g7 preto peão · h7 preto peão · c6 preto cavalo · d5 preto cavalo · e5 preto peão · c4 branco bispo · a2 branco peão · b2 branco peão · c2 branco peão · d2 branco peão · f2 branco peão · g2 branco peão · h2 branco peão · a1 branco torre · b1 branco cavalo · c1 branco bispo · d1 branco rainha · e1 branco rei · h1 branco torre | a8 preto torre · c8 preto bispo · d8 preto rainha · e8 preto rei · f8 preto bispo · h8 preto torre · a7 preto peão · b7 preto peão · c7 preto peão · f7 branco cavalo · g7 preto peão · h7 preto peão · c6 preto cavalo · d5 preto cavalo · e5 preto peão · c4 branco bispo · a2 branco peão · b2 branco peão · c2 branco peão · d2 branco peão · f2 branco peão · g2 branco peão · h2 branco peão · a1 branco torre · b1 branco cavalo · c1 branco bispo · d1 branco rainha · e1 branco rei · h1 branco torre | a8 preto torre · c8 preto bispo · d8 preto rainha · e8 preto rei · f8 preto bispo · h8 preto torre · a7 preto peão · b7 preto peão · c7 preto peão · f7 branco cavalo · g7 preto peão · h7 preto peão · c6 preto cavalo · d5 preto cavalo · e5 preto peão · c4 branco bispo · a2 branco peão · b2 branco peão · c2 branco peão · d2 branco peão · f2 branco peão · g2 branco peão · h2 branco peão · a1 branco torre · b1 branco cavalo · c1 branco bispo · d1 branco rainha · e1 branco rei · h1 branco torre | a8 preto torre · c8 preto bispo · d8 preto rainha · e8 preto rei · f8 preto bispo · h8 preto torre · a7 preto peão · b7 preto peão · c7 preto peão · f7 branco cavalo · g7 preto peão · h7 preto peão · c6 preto cavalo · d5 preto cavalo · e5 preto peão · c4 branco bispo · a2 branco peão · b2 branco peão · c2 branco peão · d2 branco peão · f2 branco peão · g2 branco peão · h2 branco peão · a1 branco torre · b1 branco cavalo · c1 branco bispo · d1 branco rainha · e1 branco rei · h1 branco torre | 5 |
| 4 | a8 preto torre · c8 preto bispo · d8 preto rainha · e8 preto rei · f8 preto bispo · h8 preto torre · a7 preto peão · b7 preto peão · c7 preto peão · f7 branco cavalo · g7 preto peão · h7 preto peão · c6 preto cavalo · d5 preto cavalo · e5 preto peão · c4 branco bispo · a2 branco peão · b2 branco peão · c2 branco peão · d2 branco peão · f2 branco peão · g2 branco peão · h2 branco peão · a1 branco torre · b1 branco cavalo · c1 branco bispo · d1 branco rainha · e1 branco rei · h1 branco torre | a8 preto torre · c8 preto bispo · d8 preto rainha · e8 preto rei · f8 preto bispo · h8 preto torre · a7 preto peão · b7 preto peão · c7 preto peão · f7 branco cavalo · g7 preto peão · h7 preto peão · c6 preto cavalo · d5 preto cavalo · e5 preto peão · c4 branco bispo · a2 branco peão · b2 branco peão · c2 branco peão · d2 branco peão · f2 branco peão · g2 branco peão · h2 branco peão · a1 branco torre · b1 branco cavalo · c1 branco bispo · d1 branco rainha · e1 branco rei · h1 branco torre | a8 preto torre · c8 preto bispo · d8 preto rainha · e8 preto rei · f8 preto bispo · h8 preto torre · a7 preto peão · b7 preto peão · c7 preto peão · f7 branco cavalo · g7 preto peão · h7 preto peão · c6 preto cavalo · d5 preto cavalo · e5 preto peão · c4 branco bispo · a2 branco peão · b2 branco peão · c2 branco peão · d2 branco peão · f2 branco peão · g2 branco peão · h2 branco peão · a1 branco torre · b1 branco cavalo · c1 branco bispo · d1 branco rainha · e1 branco rei · h1 branco torre | a8 preto torre · c8 preto bispo · d8 preto rainha · e8 preto rei · f8 preto bispo · h8 preto torre · a7 preto peão · b7 preto peão · c7 preto peão · f7 branco cavalo · g7 preto peão · h7 preto peão · c6 preto cavalo · d5 preto cavalo · e5 preto peão · c4 branco bispo · a2 branco peão · b2 branco peão · c2 branco peão · d2 branco peão · f2 branco peão · g2 branco peão · h2 branco peão · a1 branco torre · b1 branco cavalo · c1 branco bispo · d1 branco rainha · e1 branco rei · h1 branco torre | a8 preto torre · c8 preto bispo · d8 preto rainha · e8 preto rei · f8 preto bispo · h8 preto torre · a7 preto peão · b7 preto peão · c7 preto peão · f7 branco cavalo · g7 preto peão · h7 preto peão · c6 preto cavalo · d5 preto cavalo · e5 preto peão · c4 branco bispo · a2 branco peão · b2 branco peão · c2 branco peão · d2 branco peão · f2 branco peão · g2 branco peão · h2 branco peão · a1 branco torre · b1 branco cavalo · c1 branco bispo · d1 branco rainha · e1 branco rei · h1 branco torre | a8 preto torre · c8 preto bispo · d8 preto rainha · e8 preto rei · f8 preto bispo · h8 preto torre · a7 preto peão · b7 preto peão · c7 preto peão · f7 branco cavalo · g7 preto peão · h7 preto peão · c6 preto cavalo · d5 preto cavalo · e5 preto peão · c4 branco bispo · a2 branco peão · b2 branco peão · c2 branco peão · d2 branco peão · f2 branco peão · g2 branco peão · h2 branco peão · a1 branco torre · b1 branco cavalo · c1 branco bispo · d1 branco rainha · e1 branco rei · h1 branco torre | a8 preto torre · c8 preto bispo · d8 preto rainha · e8 preto rei · f8 preto bispo · h8 preto torre · a7 preto peão · b7 preto peão · c7 preto peão · f7 branco cavalo · g7 preto peão · h7 preto peão · c6 preto cavalo · d5 preto cavalo · e5 preto peão · c4 branco bispo · a2 branco peão · b2 branco peão · c2 branco peão · d2 branco peão · f2 branco peão · g2 branco peão · h2 branco peão · a1 branco torre · b1 branco cavalo · c1 branco bispo · d1 branco rainha · e1 branco rei · h1 branco torre | a8 preto torre · c8 preto bispo · d8 preto rainha · e8 preto rei · f8 preto bispo · h8 preto torre · a7 preto peão · b7 preto peão · c7 preto peão · f7 branco cavalo · g7 preto peão · h7 preto peão · c6 preto cavalo · d5 preto cavalo · e5 preto peão · c4 branco bispo · a2 branco peão · b2 branco peão · c2 branco peão · d2 branco peão · f2 branco peão · g2 branco peão · h2 branco peão · a1 branco torre · b1 branco cavalo · c1 branco bispo · d1 branco rainha · e1 branco rei · h1 branco torre | 4 |
| 3 | a8 preto torre · c8 preto bispo · d8 preto rainha · e8 preto rei · f8 preto bispo · h8 preto torre · a7 preto peão · b7 preto peão · c7 preto peão · f7 branco cavalo · g7 preto peão · h7 preto peão · c6 preto cavalo · d5 preto cavalo · e5 preto peão · c4 branco bispo · a2 branco peão · b2 branco peão · c2 branco peão · d2 branco peão · f2 branco peão · g2 branco peão · h2 branco peão · a1 branco torre · b1 branco cavalo · c1 branco bispo · d1 branco rainha · e1 branco rei · h1 branco torre | a8 preto torre · c8 preto bispo · d8 preto rainha · e8 preto rei · f8 preto bispo · h8 preto torre · a7 preto peão · b7 preto peão · c7 preto peão · f7 branco cavalo · g7 preto peão · h7 preto peão · c6 preto cavalo · d5 preto cavalo · e5 preto peão · c4 branco bispo · a2 branco peão · b2 branco peão · c2 branco peão · d2 branco peão · f2 branco peão · g2 branco peão · h2 branco peão · a1 branco torre · b1 branco cavalo · c1 branco bispo · d1 branco rainha · e1 branco rei · h1 branco torre | a8 preto torre · c8 preto bispo · d8 preto rainha · e8 preto rei · f8 preto bispo · h8 preto torre · a7 preto peão · b7 preto peão · c7 preto peão · f7 branco cavalo · g7 preto peão · h7 preto peão · c6 preto cavalo · d5 preto cavalo · e5 preto peão · c4 branco bispo · a2 branco peão · b2 branco peão · c2 branco peão · d2 branco peão · f2 branco peão · g2 branco peão · h2 branco peão · a1 branco torre · b1 branco cavalo · c1 branco bispo · d1 branco rainha · e1 branco rei · h1 branco torre | a8 preto torre · c8 preto bispo · d8 preto rainha · e8 preto rei · f8 preto bispo · h8 preto torre · a7 preto peão · b7 preto peão · c7 preto peão · f7 branco cavalo · g7 preto peão · h7 preto peão · c6 preto cavalo · d5 preto cavalo · e5 preto peão · c4 branco bispo · a2 branco peão · b2 branco peão · c2 branco peão · d2 branco peão · f2 branco peão · g2 branco peão · h2 branco peão · a1 branco torre · b1 branco cavalo · c1 branco bispo · d1 branco rainha · e1 branco rei · h1 branco torre | a8 preto torre · c8 preto bispo · d8 preto rainha · e8 preto rei · f8 preto bispo · h8 preto torre · a7 preto peão · b7 preto peão · c7 preto peão · f7 branco cavalo · g7 preto peão · h7 preto peão · c6 preto cavalo · d5 preto cavalo · e5 preto peão · c4 branco bispo · a2 branco peão · b2 branco peão · c2 branco peão · d2 branco peão · f2 branco peão · g2 branco peão · h2 branco peão · a1 branco torre · b1 branco cavalo · c1 branco bispo · d1 branco rainha · e1 branco rei · h1 branco torre | a8 preto torre · c8 preto bispo · d8 preto rainha · e8 preto rei · f8 preto bispo · h8 preto torre · a7 preto peão · b7 preto peão · c7 preto peão · f7 branco cavalo · g7 preto peão · h7 preto peão · c6 preto cavalo · d5 preto cavalo · e5 preto peão · c4 branco bispo · a2 branco peão · b2 branco peão · c2 branco peão · d2 branco peão · f2 branco peão · g2 branco peão · h2 branco peão · a1 branco torre · b1 branco cavalo · c1 branco bispo · d1 branco rainha · e1 branco rei · h1 branco torre | a8 preto torre · c8 preto bispo · d8 preto rainha · e8 preto rei · f8 preto bispo · h8 preto torre · a7 preto peão · b7 preto peão · c7 preto peão · f7 branco cavalo · g7 preto peão · h7 preto peão · c6 preto cavalo · d5 preto cavalo · e5 preto peão · c4 branco bispo · a2 branco peão · b2 branco peão · c2 branco peão · d2 branco peão · f2 branco peão · g2 branco peão · h2 branco peão · a1 branco torre · b1 branco cavalo · c1 branco bispo · d1 branco rainha · e1 branco rei · h1 branco torre | a8 preto torre · c8 preto bispo · d8 preto rainha · e8 preto rei · f8 preto bispo · h8 preto torre · a7 preto peão · b7 preto peão · c7 preto peão · f7 branco cavalo · g7 preto peão · h7 preto peão · c6 preto cavalo · d5 preto cavalo · e5 preto peão · c4 branco bispo · a2 branco peão · b2 branco peão · c2 branco peão · d2 branco peão · f2 branco peão · g2 branco peão · h2 branco peão · a1 branco torre · b1 branco cavalo · c1 branco bispo · d1 branco rainha · e1 branco rei · h1 branco torre | 3 |
| 2 | a8 preto torre · c8 preto bispo · d8 preto rainha · e8 preto rei · f8 preto bispo · h8 preto torre · a7 preto peão · b7 preto peão · c7 preto peão · f7 branco cavalo · g7 preto peão · h7 preto peão · c6 preto cavalo · d5 preto cavalo · e5 preto peão · c4 branco bispo · a2 branco peão · b2 branco peão · c2 branco peão · d2 branco peão · f2 branco peão · g2 branco peão · h2 branco peão · a1 branco torre · b1 branco cavalo · c1 branco bispo · d1 branco rainha · e1 branco rei · h1 branco torre | a8 preto torre · c8 preto bispo · d8 preto rainha · e8 preto rei · f8 preto bispo · h8 preto torre · a7 preto peão · b7 preto peão · c7 preto peão · f7 branco cavalo · g7 preto peão · h7 preto peão · c6 preto cavalo · d5 preto cavalo · e5 preto peão · c4 branco bispo · a2 branco peão · b2 branco peão · c2 branco peão · d2 branco peão · f2 branco peão · g2 branco peão · h2 branco peão · a1 branco torre · b1 branco cavalo · c1 branco bispo · d1 branco rainha · e1 branco rei · h1 branco torre | a8 preto torre · c8 preto bispo · d8 preto rainha · e8 preto rei · f8 preto bispo · h8 preto torre · a7 preto peão · b7 preto peão · c7 preto peão · f7 branco cavalo · g7 preto peão · h7 preto peão · c6 preto cavalo · d5 preto cavalo · e5 preto peão · c4 branco bispo · a2 branco peão · b2 branco peão · c2 branco peão · d2 branco peão · f2 branco peão · g2 branco peão · h2 branco peão · a1 branco torre · b1 branco cavalo · c1 branco bispo · d1 branco rainha · e1 branco rei · h1 branco torre | a8 preto torre · c8 preto bispo · d8 preto rainha · e8 preto rei · f8 preto bispo · h8 preto torre · a7 preto peão · b7 preto peão · c7 preto peão · f7 branco cavalo · g7 preto peão · h7 preto peão · c6 preto cavalo · d5 preto cavalo · e5 preto peão · c4 branco bispo · a2 branco peão · b2 branco peão · c2 branco peão · d2 branco peão · f2 branco peão · g2 branco peão · h2 branco peão · a1 branco torre · b1 branco cavalo · c1 branco bispo · d1 branco rainha · e1 branco rei · h1 branco torre | a8 preto torre · c8 preto bispo · d8 preto rainha · e8 preto rei · f8 preto bispo · h8 preto torre · a7 preto peão · b7 preto peão · c7 preto peão · f7 branco cavalo · g7 preto peão · h7 preto peão · c6 preto cavalo · d5 preto cavalo · e5 preto peão · c4 branco bispo · a2 branco peão · b2 branco peão · c2 branco peão · d2 branco peão · f2 branco peão · g2 branco peão · h2 branco peão · a1 branco torre · b1 branco cavalo · c1 branco bispo · d1 branco rainha · e1 branco rei · h1 branco torre | a8 preto torre · c8 preto bispo · d8 preto rainha · e8 preto rei · f8 preto bispo · h8 preto torre · a7 preto peão · b7 preto peão · c7 preto peão · f7 branco cavalo · g7 preto peão · h7 preto peão · c6 preto cavalo · d5 preto cavalo · e5 preto peão · c4 branco bispo · a2 branco peão · b2 branco peão · c2 branco peão · d2 branco peão · f2 branco peão · g2 branco peão · h2 branco peão · a1 branco torre · b1 branco cavalo · c1 branco bispo · d1 branco rainha · e1 branco rei · h1 branco torre | a8 preto torre · c8 preto bispo · d8 preto rainha · e8 preto rei · f8 preto bispo · h8 preto torre · a7 preto peão · b7 preto peão · c7 preto peão · f7 branco cavalo · g7 preto peão · h7 preto peão · c6 preto cavalo · d5 preto cavalo · e5 preto peão · c4 branco bispo · a2 branco peão · b2 branco peão · c2 branco peão · d2 branco peão · f2 branco peão · g2 branco peão · h2 branco peão · a1 branco torre · b1 branco cavalo · c1 branco bispo · d1 branco rainha · e1 branco rei · h1 branco torre | a8 preto torre · c8 preto bispo · d8 preto rainha · e8 preto rei · f8 preto bispo · h8 preto torre · a7 preto peão · b7 preto peão · c7 preto peão · f7 branco cavalo · g7 preto peão · h7 preto peão · c6 preto cavalo · d5 preto cavalo · e5 preto peão · c4 branco bispo · a2 branco peão · b2 branco peão · c2 branco peão · d2 branco peão · f2 branco peão · g2 branco peão · h2 branco peão · a1 branco torre · b1 branco cavalo · c1 branco bispo · d1 branco rainha · e1 branco rei · h1 branco torre | 2 |
| 1 | a8 preto torre · c8 preto bispo · d8 preto rainha · e8 preto rei · f8 preto bispo · h8 preto torre · a7 preto peão · b7 preto peão · c7 preto peão · f7 branco cavalo · g7 preto peão · h7 preto peão · c6 preto cavalo · d5 preto cavalo · e5 preto peão · c4 branco bispo · a2 branco peão · b2 branco peão · c2 branco peão · d2 branco peão · f2 branco peão · g2 branco peão · h2 branco peão · a1 branco torre · b1 branco cavalo · c1 branco bispo · d1 branco rainha · e1 branco rei · h1 branco torre | a8 preto torre · c8 preto bispo · d8 preto rainha · e8 preto rei · f8 preto bispo · h8 preto torre · a7 preto peão · b7 preto peão · c7 preto peão · f7 branco cavalo · g7 preto peão · h7 preto peão · c6 preto cavalo · d5 preto cavalo · e5 preto peão · c4 branco bispo · a2 branco peão · b2 branco peão · c2 branco peão · d2 branco peão · f2 branco peão · g2 branco peão · h2 branco peão · a1 branco torre · b1 branco cavalo · c1 branco bispo · d1 branco rainha · e1 branco rei · h1 branco torre | a8 preto torre · c8 preto bispo · d8 preto rainha · e8 preto rei · f8 preto bispo · h8 preto torre · a7 preto peão · b7 preto peão · c7 preto peão · f7 branco cavalo · g7 preto peão · h7 preto peão · c6 preto cavalo · d5 preto cavalo · e5 preto peão · c4 branco bispo · a2 branco peão · b2 branco peão · c2 branco peão · d2 branco peão · f2 branco peão · g2 branco peão · h2 branco peão · a1 branco torre · b1 branco cavalo · c1 branco bispo · d1 branco rainha · e1 branco rei · h1 branco torre | a8 preto torre · c8 preto bispo · d8 preto rainha · e8 preto rei · f8 preto bispo · h8 preto torre · a7 preto peão · b7 preto peão · c7 preto peão · f7 branco cavalo · g7 preto peão · h7 preto peão · c6 preto cavalo · d5 preto cavalo · e5 preto peão · c4 branco bispo · a2 branco peão · b2 branco peão · c2 branco peão · d2 branco peão · f2 branco peão · g2 branco peão · h2 branco peão · a1 branco torre · b1 branco cavalo · c1 branco bispo · d1 branco rainha · e1 branco rei · h1 branco torre | a8 preto torre · c8 preto bispo · d8 preto rainha · e8 preto rei · f8 preto bispo · h8 preto torre · a7 preto peão · b7 preto peão · c7 preto peão · f7 branco cavalo · g7 preto peão · h7 preto peão · c6 preto cavalo · d5 preto cavalo · e5 preto peão · c4 branco bispo · a2 branco peão · b2 branco peão · c2 branco peão · d2 branco peão · f2 branco peão · g2 branco peão · h2 branco peão · a1 branco torre · b1 branco cavalo · c1 branco bispo · d1 branco rainha · e1 branco rei · h1 branco torre | a8 preto torre · c8 preto bispo · d8 preto rainha · e8 preto rei · f8 preto bispo · h8 preto torre · a7 preto peão · b7 preto peão · c7 preto peão · f7 branco cavalo · g7 preto peão · h7 preto peão · c6 preto cavalo · d5 preto cavalo · e5 preto peão · c4 branco bispo · a2 branco peão · b2 branco peão · c2 branco peão · d2 branco peão · f2 branco peão · g2 branco peão · h2 branco peão · a1 branco torre · b1 branco cavalo · c1 branco bispo · d1 branco rainha · e1 branco rei · h1 branco torre | a8 preto torre · c8 preto bispo · d8 preto rainha · e8 preto rei · f8 preto bispo · h8 preto torre · a7 preto peão · b7 preto peão · c7 preto peão · f7 branco cavalo · g7 preto peão · h7 preto peão · c6 preto cavalo · d5 preto cavalo · e5 preto peão · c4 branco bispo · a2 branco peão · b2 branco peão · c2 branco peão · d2 branco peão · f2 branco peão · g2 branco peão · h2 branco peão · a1 branco torre · b1 branco cavalo · c1 branco bispo · d1 branco rainha · e1 branco rei · h1 branco torre | a8 preto torre · c8 preto bispo · d8 preto rainha · e8 preto rei · f8 preto bispo · h8 preto torre · a7 preto peão · b7 preto peão · c7 preto peão · f7 branco cavalo · g7 preto peão · h7 preto peão · c6 preto cavalo · d5 preto cavalo · e5 preto peão · c4 branco bispo · a2 branco peão · b2 branco peão · c2 branco peão · d2 branco peão · f2 branco peão · g2 branco peão · h2 branco peão · a1 branco torre · b1 branco cavalo · c1 branco bispo · d1 branco rainha · e1 branco rei · h1 branco torre | 1 |
|   | a | b | c | d | e | f | g | h |   |

O Ataque Fígado Frito, também chamado de Ataque Fegatello (expressão de origem italiana que significa "morto como um pedaço de fígado"), é uma abertura (xadrez) que se produz após os lances:
1. e4  e5
2. Cf3 Cc6
3. Bc4 Cf6
4. Cg5 d5
5. exd5 Cxd5
6. Cxf7

O engraçado nome é uma variação da Defesa dos dois cavalos no Jogo Italiano em que as brancas sacrificam um cavalo por um impressionante e superficial ataque ao rei inimigo.  O fígado frito já é conhecido há muitos séculos, sendo o primeiro jogo conhecido disputado em Roma em 1610. O ataque está registrado na ECO sob o código C57.
A sequência usual é:
6. ... Rxf7 

7. Df3+ Re6 

8. Cc3
|   | a | b | c | d | e | f | g | h |   |
| 8 | a8 preto torre · c8 preto bispo · d8 preto rainha · f8 preto bispo · h8 preto torre · a7 preto peão · b7 preto peão · c7 preto peão · g7 preto peão · h7 preto peão · c6 preto cavalo · e6 preto rei · d5 preto cavalo · e5 preto peão · c4 branco bispo · c3 branco cavalo · f3 branco rainha · a2 branco peão · b2 branco peão · c2 branco peão · d2 branco peão · f2 branco peão · g2 branco peão · h2 branco peão · a1 branco torre · c1 branco bispo · e1 branco rei · h1 branco torre | a8 preto torre · c8 preto bispo · d8 preto rainha · f8 preto bispo · h8 preto torre · a7 preto peão · b7 preto peão · c7 preto peão · g7 preto peão · h7 preto peão · c6 preto cavalo · e6 preto rei · d5 preto cavalo · e5 preto peão · c4 branco bispo · c3 branco cavalo · f3 branco rainha · a2 branco peão · b2 branco peão · c2 branco peão · d2 branco peão · f2 branco peão · g2 branco peão · h2 branco peão · a1 branco torre · c1 branco bispo · e1 branco rei · h1 branco torre | a8 preto torre · c8 preto bispo · d8 preto rainha · f8 preto bispo · h8 preto torre · a7 preto peão · b7 preto peão · c7 preto peão · g7 preto peão · h7 preto peão · c6 preto cavalo · e6 preto rei · d5 preto cavalo · e5 preto peão · c4 branco bispo · c3 branco cavalo · f3 branco rainha · a2 branco peão · b2 branco peão · c2 branco peão · d2 branco peão · f2 branco peão · g2 branco peão · h2 branco peão · a1 branco torre · c1 branco bispo · e1 branco rei · h1 branco torre | a8 preto torre · c8 preto bispo · d8 preto rainha · f8 preto bispo · h8 preto torre · a7 preto peão · b7 preto peão · c7 preto peão · g7 preto peão · h7 preto peão · c6 preto cavalo · e6 preto rei · d5 preto cavalo · e5 preto peão · c4 branco bispo · c3 branco cavalo · f3 branco rainha · a2 branco peão · b2 branco peão · c2 branco peão · d2 branco peão · f2 branco peão · g2 branco peão · h2 branco peão · a1 branco torre · c1 branco bispo · e1 branco rei · h1 branco torre | a8 preto torre · c8 preto bispo · d8 preto rainha · f8 preto bispo · h8 preto torre · a7 preto peão · b7 preto peão · c7 preto peão · g7 preto peão · h7 preto peão · c6 preto cavalo · e6 preto rei · d5 preto cavalo · e5 preto peão · c4 branco bispo · c3 branco cavalo · f3 branco rainha · a2 branco peão · b2 branco peão · c2 branco peão · d2 branco peão · f2 branco peão · g2 branco peão · h2 branco peão · a1 branco torre · c1 branco bispo · e1 branco rei · h1 branco torre | a8 preto torre · c8 preto bispo · d8 preto rainha · f8 preto bispo · h8 preto torre · a7 preto peão · b7 preto peão · c7 preto peão · g7 preto peão · h7 preto peão · c6 preto cavalo · e6 preto rei · d5 preto cavalo · e5 preto peão · c4 branco bispo · c3 branco cavalo · f3 branco rainha · a2 branco peão · b2 branco peão · c2 branco peão · d2 branco peão · f2 branco peão · g2 branco peão · h2 branco peão · a1 branco torre · c1 branco bispo · e1 branco rei · h1 branco torre | a8 preto torre · c8 preto bispo · d8 preto rainha · f8 preto bispo · h8 preto torre · a7 preto peão · b7 preto peão · c7 preto peão · g7 preto peão · h7 preto peão · c6 preto cavalo · e6 preto rei · d5 preto cavalo · e5 preto peão · c4 branco bispo · c3 branco cavalo · f3 branco rainha · a2 branco peão · b2 branco peão · c2 branco peão · d2 branco peão · f2 branco peão · g2 branco peão · h2 branco peão · a1 branco torre · c1 branco bispo · e1 branco rei · h1 branco torre | a8 preto torre · c8 preto bispo · d8 preto rainha · f8 preto bispo · h8 preto torre · a7 preto peão · b7 preto peão · c7 preto peão · g7 preto peão · h7 preto peão · c6 preto cavalo · e6 preto rei · d5 preto cavalo · e5 preto peão · c4 branco bispo · c3 branco cavalo · f3 branco rainha · a2 branco peão · b2 branco peão · c2 branco peão · d2 branco peão · f2 branco peão · g2 branco peão · h2 branco peão · a1 branco torre · c1 branco bispo · e1 branco rei · h1 branco torre | 8 |
| 7 | a8 preto torre · c8 preto bispo · d8 preto rainha · f8 preto bispo · h8 preto torre · a7 preto peão · b7 preto peão · c7 preto peão · g7 preto peão · h7 preto peão · c6 preto cavalo · e6 preto rei · d5 preto cavalo · e5 preto peão · c4 branco bispo · c3 branco cavalo · f3 branco rainha · a2 branco peão · b2 branco peão · c2 branco peão · d2 branco peão · f2 branco peão · g2 branco peão · h2 branco peão · a1 branco torre · c1 branco bispo · e1 branco rei · h1 branco torre | a8 preto torre · c8 preto bispo · d8 preto rainha · f8 preto bispo · h8 preto torre · a7 preto peão · b7 preto peão · c7 preto peão · g7 preto peão · h7 preto peão · c6 preto cavalo · e6 preto rei · d5 preto cavalo · e5 preto peão · c4 branco bispo · c3 branco cavalo · f3 branco rainha · a2 branco peão · b2 branco peão · c2 branco peão · d2 branco peão · f2 branco peão · g2 branco peão · h2 branco peão · a1 branco torre · c1 branco bispo · e1 branco rei · h1 branco torre | a8 preto torre · c8 preto bispo · d8 preto rainha · f8 preto bispo · h8 preto torre · a7 preto peão · b7 preto peão · c7 preto peão · g7 preto peão · h7 preto peão · c6 preto cavalo · e6 preto rei · d5 preto cavalo · e5 preto peão · c4 branco bispo · c3 branco cavalo · f3 branco rainha · a2 branco peão · b2 branco peão · c2 branco peão · d2 branco peão · f2 branco peão · g2 branco peão · h2 branco peão · a1 branco torre · c1 branco bispo · e1 branco rei · h1 branco torre | a8 preto torre · c8 preto bispo · d8 preto rainha · f8 preto bispo · h8 preto torre · a7 preto peão · b7 preto peão · c7 preto peão · g7 preto peão · h7 preto peão · c6 preto cavalo · e6 preto rei · d5 preto cavalo · e5 preto peão · c4 branco bispo · c3 branco cavalo · f3 branco rainha · a2 branco peão · b2 branco peão · c2 branco peão · d2 branco peão · f2 branco peão · g2 branco peão · h2 branco peão · a1 branco torre · c1 branco bispo · e1 branco rei · h1 branco torre | a8 preto torre · c8 preto bispo · d8 preto rainha · f8 preto bispo · h8 preto torre · a7 preto peão · b7 preto peão · c7 preto peão · g7 preto peão · h7 preto peão · c6 preto cavalo · e6 preto rei · d5 preto cavalo · e5 preto peão · c4 branco bispo · c3 branco cavalo · f3 branco rainha · a2 branco peão · b2 branco peão · c2 branco peão · d2 branco peão · f2 branco peão · g2 branco peão · h2 branco peão · a1 branco torre · c1 branco bispo · e1 branco rei · h1 branco torre | a8 preto torre · c8 preto bispo · d8 preto rainha · f8 preto bispo · h8 preto torre · a7 preto peão · b7 preto peão · c7 preto peão · g7 preto peão · h7 preto peão · c6 preto cavalo · e6 preto rei · d5 preto cavalo · e5 preto peão · c4 branco bispo · c3 branco cavalo · f3 branco rainha · a2 branco peão · b2 branco peão · c2 branco peão · d2 branco peão · f2 branco peão · g2 branco peão · h2 branco peão · a1 branco torre · c1 branco bispo · e1 branco rei · h1 branco torre | a8 preto torre · c8 preto bispo · d8 preto rainha · f8 preto bispo · h8 preto torre · a7 preto peão · b7 preto peão · c7 preto peão · g7 preto peão · h7 preto peão · c6 preto cavalo · e6 preto rei · d5 preto cavalo · e5 preto peão · c4 branco bispo · c3 branco cavalo · f3 branco rainha · a2 branco peão · b2 branco peão · c2 branco peão · d2 branco peão · f2 branco peão · g2 branco peão · h2 branco peão · a1 branco torre · c1 branco bispo · e1 branco rei · h1 branco torre | a8 preto torre · c8 preto bispo · d8 preto rainha · f8 preto bispo · h8 preto torre · a7 preto peão · b7 preto peão · c7 preto peão · g7 preto peão · h7 preto peão · c6 preto cavalo · e6 preto rei · d5 preto cavalo · e5 preto peão · c4 branco bispo · c3 branco cavalo · f3 branco rainha · a2 branco peão · b2 branco peão · c2 branco peão · d2 branco peão · f2 branco peão · g2 branco peão · h2 branco peão · a1 branco torre · c1 branco bispo · e1 branco rei · h1 branco torre | 7 |
| 6 | a8 preto torre · c8 preto bispo · d8 preto rainha · f8 preto bispo · h8 preto torre · a7 preto peão · b7 preto peão · c7 preto peão · g7 preto peão · h7 preto peão · c6 preto cavalo · e6 preto rei · d5 preto cavalo · e5 preto peão · c4 branco bispo · c3 branco cavalo · f3 branco rainha · a2 branco peão · b2 branco peão · c2 branco peão · d2 branco peão · f2 branco peão · g2 branco peão · h2 branco peão · a1 branco torre · c1 branco bispo · e1 branco rei · h1 branco torre | a8 preto torre · c8 preto bispo · d8 preto rainha · f8 preto bispo · h8 preto torre · a7 preto peão · b7 preto peão · c7 preto peão · g7 preto peão · h7 preto peão · c6 preto cavalo · e6 preto rei · d5 preto cavalo · e5 preto peão · c4 branco bispo · c3 branco cavalo · f3 branco rainha · a2 branco peão · b2 branco peão · c2 branco peão · d2 branco peão · f2 branco peão · g2 branco peão · h2 branco peão · a1 branco torre · c1 branco bispo · e1 branco rei · h1 branco torre | a8 preto torre · c8 preto bispo · d8 preto rainha · f8 preto bispo · h8 preto torre · a7 preto peão · b7 preto peão · c7 preto peão · g7 preto peão · h7 preto peão · c6 preto cavalo · e6 preto rei · d5 preto cavalo · e5 preto peão · c4 branco bispo · c3 branco cavalo · f3 branco rainha · a2 branco peão · b2 branco peão · c2 branco peão · d2 branco peão · f2 branco peão · g2 branco peão · h2 branco peão · a1 branco torre · c1 branco bispo · e1 branco rei · h1 branco torre | a8 preto torre · c8 preto bispo · d8 preto rainha · f8 preto bispo · h8 preto torre · a7 preto peão · b7 preto peão · c7 preto peão · g7 preto peão · h7 preto peão · c6 preto cavalo · e6 preto rei · d5 preto cavalo · e5 preto peão · c4 branco bispo · c3 branco cavalo · f3 branco rainha · a2 branco peão · b2 branco peão · c2 branco peão · d2 branco peão · f2 branco peão · g2 branco peão · h2 branco peão · a1 branco torre · c1 branco bispo · e1 branco rei · h1 branco torre | a8 preto torre · c8 preto bispo · d8 preto rainha · f8 preto bispo · h8 preto torre · a7 preto peão · b7 preto peão · c7 preto peão · g7 preto peão · h7 preto peão · c6 preto cavalo · e6 preto rei · d5 preto cavalo · e5 preto peão · c4 branco bispo · c3 branco cavalo · f3 branco rainha · a2 branco peão · b2 branco peão · c2 branco peão · d2 branco peão · f2 branco peão · g2 branco peão · h2 branco peão · a1 branco torre · c1 branco bispo · e1 branco rei · h1 branco torre | a8 preto torre · c8 preto bispo · d8 preto rainha · f8 preto bispo · h8 preto torre · a7 preto peão · b7 preto peão · c7 preto peão · g7 preto peão · h7 preto peão · c6 preto cavalo · e6 preto rei · d5 preto cavalo · e5 preto peão · c4 branco bispo · c3 branco cavalo · f3 branco rainha · a2 branco peão · b2 branco peão · c2 branco peão · d2 branco peão · f2 branco peão · g2 branco peão · h2 branco peão · a1 branco torre · c1 branco bispo · e1 branco rei · h1 branco torre | a8 preto torre · c8 preto bispo · d8 preto rainha · f8 preto bispo · h8 preto torre · a7 preto peão · b7 preto peão · c7 preto peão · g7 preto peão · h7 preto peão · c6 preto cavalo · e6 preto rei · d5 preto cavalo · e5 preto peão · c4 branco bispo · c3 branco cavalo · f3 branco rainha · a2 branco peão · b2 branco peão · c2 branco peão · d2 branco peão · f2 branco peão · g2 branco peão · h2 branco peão · a1 branco torre · c1 branco bispo · e1 branco rei · h1 branco torre | a8 preto torre · c8 preto bispo · d8 preto rainha · f8 preto bispo · h8 preto torre · a7 preto peão · b7 preto peão · c7 preto peão · g7 preto peão · h7 preto peão · c6 preto cavalo · e6 preto rei · d5 preto cavalo · e5 preto peão · c4 branco bispo · c3 branco cavalo · f3 branco rainha · a2 branco peão · b2 branco peão · c2 branco peão · d2 branco peão · f2 branco peão · g2 branco peão · h2 branco peão · a1 branco torre · c1 branco bispo · e1 branco rei · h1 branco torre | 6 |
| 5 | a8 preto torre · c8 preto bispo · d8 preto rainha · f8 preto bispo · h8 preto torre · a7 preto peão · b7 preto peão · c7 preto peão · g7 preto peão · h7 preto peão · c6 preto cavalo · e6 preto rei · d5 preto cavalo · e5 preto peão · c4 branco bispo · c3 branco cavalo · f3 branco rainha · a2 branco peão · b2 branco peão · c2 branco peão · d2 branco peão · f2 branco peão · g2 branco peão · h2 branco peão · a1 branco torre · c1 branco bispo · e1 branco rei · h1 branco torre | a8 preto torre · c8 preto bispo · d8 preto rainha · f8 preto bispo · h8 preto torre · a7 preto peão · b7 preto peão · c7 preto peão · g7 preto peão · h7 preto peão · c6 preto cavalo · e6 preto rei · d5 preto cavalo · e5 preto peão · c4 branco bispo · c3 branco cavalo · f3 branco rainha · a2 branco peão · b2 branco peão · c2 branco peão · d2 branco peão · f2 branco peão · g2 branco peão · h2 branco peão · a1 branco torre · c1 branco bispo · e1 branco rei · h1 branco torre | a8 preto torre · c8 preto bispo · d8 preto rainha · f8 preto bispo · h8 preto torre · a7 preto peão · b7 preto peão · c7 preto peão · g7 preto peão · h7 preto peão · c6 preto cavalo · e6 preto rei · d5 preto cavalo · e5 preto peão · c4 branco bispo · c3 branco cavalo · f3 branco rainha · a2 branco peão · b2 branco peão · c2 branco peão · d2 branco peão · f2 branco peão · g2 branco peão · h2 branco peão · a1 branco torre · c1 branco bispo · e1 branco rei · h1 branco torre | a8 preto torre · c8 preto bispo · d8 preto rainha · f8 preto bispo · h8 preto torre · a7 preto peão · b7 preto peão · c7 preto peão · g7 preto peão · h7 preto peão · c6 preto cavalo · e6 preto rei · d5 preto cavalo · e5 preto peão · c4 branco bispo · c3 branco cavalo · f3 branco rainha · a2 branco peão · b2 branco peão · c2 branco peão · d2 branco peão · f2 branco peão · g2 branco peão · h2 branco peão · a1 branco torre · c1 branco bispo · e1 branco rei · h1 branco torre | a8 preto torre · c8 preto bispo · d8 preto rainha · f8 preto bispo · h8 preto torre · a7 preto peão · b7 preto peão · c7 preto peão · g7 preto peão · h7 preto peão · c6 preto cavalo · e6 preto rei · d5 preto cavalo · e5 preto peão · c4 branco bispo · c3 branco cavalo · f3 branco rainha · a2 branco peão · b2 branco peão · c2 branco peão · d2 branco peão · f2 branco peão · g2 branco peão · h2 branco peão · a1 branco torre · c1 branco bispo · e1 branco rei · h1 branco torre | a8 preto torre · c8 preto bispo · d8 preto rainha · f8 preto bispo · h8 preto torre · a7 preto peão · b7 preto peão · c7 preto peão · g7 preto peão · h7 preto peão · c6 preto cavalo · e6 preto rei · d5 preto cavalo · e5 preto peão · c4 branco bispo · c3 branco cavalo · f3 branco rainha · a2 branco peão · b2 branco peão · c2 branco peão · d2 branco peão · f2 branco peão · g2 branco peão · h2 branco peão · a1 branco torre · c1 branco bispo · e1 branco rei · h1 branco torre | a8 preto torre · c8 preto bispo · d8 preto rainha · f8 preto bispo · h8 preto torre · a7 preto peão · b7 preto peão · c7 preto peão · g7 preto peão · h7 preto peão · c6 preto cavalo · e6 preto rei · d5 preto cavalo · e5 preto peão · c4 branco bispo · c3 branco cavalo · f3 branco rainha · a2 branco peão · b2 branco peão · c2 branco peão · d2 branco peão · f2 branco peão · g2 branco peão · h2 branco peão · a1 branco torre · c1 branco bispo · e1 branco rei · h1 branco torre | a8 preto torre · c8 preto bispo · d8 preto rainha · f8 preto bispo · h8 preto torre · a7 preto peão · b7 preto peão · c7 preto peão · g7 preto peão · h7 preto peão · c6 preto cavalo · e6 preto rei · d5 preto cavalo · e5 preto peão · c4 branco bispo · c3 branco cavalo · f3 branco rainha · a2 branco peão · b2 branco peão · c2 branco peão · d2 branco peão · f2 branco peão · g2 branco peão · h2 branco peão · a1 branco torre · c1 branco bispo · e1 branco rei · h1 branco torre | 5 |
| 4 | a8 preto torre · c8 preto bispo · d8 preto rainha · f8 preto bispo · h8 preto torre · a7 preto peão · b7 preto peão · c7 preto peão · g7 preto peão · h7 preto peão · c6 preto cavalo · e6 preto rei · d5 preto cavalo · e5 preto peão · c4 branco bispo · c3 branco cavalo · f3 branco rainha · a2 branco peão · b2 branco peão · c2 branco peão · d2 branco peão · f2 branco peão · g2 branco peão · h2 branco peão · a1 branco torre · c1 branco bispo · e1 branco rei · h1 branco torre | a8 preto torre · c8 preto bispo · d8 preto rainha · f8 preto bispo · h8 preto torre · a7 preto peão · b7 preto peão · c7 preto peão · g7 preto peão · h7 preto peão · c6 preto cavalo · e6 preto rei · d5 preto cavalo · e5 preto peão · c4 branco bispo · c3 branco cavalo · f3 branco rainha · a2 branco peão · b2 branco peão · c2 branco peão · d2 branco peão · f2 branco peão · g2 branco peão · h2 branco peão · a1 branco torre · c1 branco bispo · e1 branco rei · h1 branco torre | a8 preto torre · c8 preto bispo · d8 preto rainha · f8 preto bispo · h8 preto torre · a7 preto peão · b7 preto peão · c7 preto peão · g7 preto peão · h7 preto peão · c6 preto cavalo · e6 preto rei · d5 preto cavalo · e5 preto peão · c4 branco bispo · c3 branco cavalo · f3 branco rainha · a2 branco peão · b2 branco peão · c2 branco peão · d2 branco peão · f2 branco peão · g2 branco peão · h2 branco peão · a1 branco torre · c1 branco bispo · e1 branco rei · h1 branco torre | a8 preto torre · c8 preto bispo · d8 preto rainha · f8 preto bispo · h8 preto torre · a7 preto peão · b7 preto peão · c7 preto peão · g7 preto peão · h7 preto peão · c6 preto cavalo · e6 preto rei · d5 preto cavalo · e5 preto peão · c4 branco bispo · c3 branco cavalo · f3 branco rainha · a2 branco peão · b2 branco peão · c2 branco peão · d2 branco peão · f2 branco peão · g2 branco peão · h2 branco peão · a1 branco torre · c1 branco bispo · e1 branco rei · h1 branco torre | a8 preto torre · c8 preto bispo · d8 preto rainha · f8 preto bispo · h8 preto torre · a7 preto peão · b7 preto peão · c7 preto peão · g7 preto peão · h7 preto peão · c6 preto cavalo · e6 preto rei · d5 preto cavalo · e5 preto peão · c4 branco bispo · c3 branco cavalo · f3 branco rainha · a2 branco peão · b2 branco peão · c2 branco peão · d2 branco peão · f2 branco peão · g2 branco peão · h2 branco peão · a1 branco torre · c1 branco bispo · e1 branco rei · h1 branco torre | a8 preto torre · c8 preto bispo · d8 preto rainha · f8 preto bispo · h8 preto torre · a7 preto peão · b7 preto peão · c7 preto peão · g7 preto peão · h7 preto peão · c6 preto cavalo · e6 preto rei · d5 preto cavalo · e5 preto peão · c4 branco bispo · c3 branco cavalo · f3 branco rainha · a2 branco peão · b2 branco peão · c2 branco peão · d2 branco peão · f2 branco peão · g2 branco peão · h2 branco peão · a1 branco torre · c1 branco bispo · e1 branco rei · h1 branco torre | a8 preto torre · c8 preto bispo · d8 preto rainha · f8 preto bispo · h8 preto torre · a7 preto peão · b7 preto peão · c7 preto peão · g7 preto peão · h7 preto peão · c6 preto cavalo · e6 preto rei · d5 preto cavalo · e5 preto peão · c4 branco bispo · c3 branco cavalo · f3 branco rainha · a2 branco peão · b2 branco peão · c2 branco peão · d2 branco peão · f2 branco peão · g2 branco peão · h2 branco peão · a1 branco torre · c1 branco bispo · e1 branco rei · h1 branco torre | a8 preto torre · c8 preto bispo · d8 preto rainha · f8 preto bispo · h8 preto torre · a7 preto peão · b7 preto peão · c7 preto peão · g7 preto peão · h7 preto peão · c6 preto cavalo · e6 preto rei · d5 preto cavalo · e5 preto peão · c4 branco bispo · c3 branco cavalo · f3 branco rainha · a2 branco peão · b2 branco peão · c2 branco peão · d2 branco peão · f2 branco peão · g2 branco peão · h2 branco peão · a1 branco torre · c1 branco bispo · e1 branco rei · h1 branco torre | 4 |
| 3 | a8 preto torre · c8 preto bispo · d8 preto rainha · f8 preto bispo · h8 preto torre · a7 preto peão · b7 preto peão · c7 preto peão · g7 preto peão · h7 preto peão · c6 preto cavalo · e6 preto rei · d5 preto cavalo · e5 preto peão · c4 branco bispo · c3 branco cavalo · f3 branco rainha · a2 branco peão · b2 branco peão · c2 branco peão · d2 branco peão · f2 branco peão · g2 branco peão · h2 branco peão · a1 branco torre · c1 branco bispo · e1 branco rei · h1 branco torre | a8 preto torre · c8 preto bispo · d8 preto rainha · f8 preto bispo · h8 preto torre · a7 preto peão · b7 preto peão · c7 preto peão · g7 preto peão · h7 preto peão · c6 preto cavalo · e6 preto rei · d5 preto cavalo · e5 preto peão · c4 branco bispo · c3 branco cavalo · f3 branco rainha · a2 branco peão · b2 branco peão · c2 branco peão · d2 branco peão · f2 branco peão · g2 branco peão · h2 branco peão · a1 branco torre · c1 branco bispo · e1 branco rei · h1 branco torre | a8 preto torre · c8 preto bispo · d8 preto rainha · f8 preto bispo · h8 preto torre · a7 preto peão · b7 preto peão · c7 preto peão · g7 preto peão · h7 preto peão · c6 preto cavalo · e6 preto rei · d5 preto cavalo · e5 preto peão · c4 branco bispo · c3 branco cavalo · f3 branco rainha · a2 branco peão · b2 branco peão · c2 branco peão · d2 branco peão · f2 branco peão · g2 branco peão · h2 branco peão · a1 branco torre · c1 branco bispo · e1 branco rei · h1 branco torre | a8 preto torre · c8 preto bispo · d8 preto rainha · f8 preto bispo · h8 preto torre · a7 preto peão · b7 preto peão · c7 preto peão · g7 preto peão · h7 preto peão · c6 preto cavalo · e6 preto rei · d5 preto cavalo · e5 preto peão · c4 branco bispo · c3 branco cavalo · f3 branco rainha · a2 branco peão · b2 branco peão · c2 branco peão · d2 branco peão · f2 branco peão · g2 branco peão · h2 branco peão · a1 branco torre · c1 branco bispo · e1 branco rei · h1 branco torre | a8 preto torre · c8 preto bispo · d8 preto rainha · f8 preto bispo · h8 preto torre · a7 preto peão · b7 preto peão · c7 preto peão · g7 preto peão · h7 preto peão · c6 preto cavalo · e6 preto rei · d5 preto cavalo · e5 preto peão · c4 branco bispo · c3 branco cavalo · f3 branco rainha · a2 branco peão · b2 branco peão · c2 branco peão · d2 branco peão · f2 branco peão · g2 branco peão · h2 branco peão · a1 branco torre · c1 branco bispo · e1 branco rei · h1 branco torre | a8 preto torre · c8 preto bispo · d8 preto rainha · f8 preto bispo · h8 preto torre · a7 preto peão · b7 preto peão · c7 preto peão · g7 preto peão · h7 preto peão · c6 preto cavalo · e6 preto rei · d5 preto cavalo · e5 preto peão · c4 branco bispo · c3 branco cavalo · f3 branco rainha · a2 branco peão · b2 branco peão · c2 branco peão · d2 branco peão · f2 branco peão · g2 branco peão · h2 branco peão · a1 branco torre · c1 branco bispo · e1 branco rei · h1 branco torre | a8 preto torre · c8 preto bispo · d8 preto rainha · f8 preto bispo · h8 preto torre · a7 preto peão · b7 preto peão · c7 preto peão · g7 preto peão · h7 preto peão · c6 preto cavalo · e6 preto rei · d5 preto cavalo · e5 preto peão · c4 branco bispo · c3 branco cavalo · f3 branco rainha · a2 branco peão · b2 branco peão · c2 branco peão · d2 branco peão · f2 branco peão · g2 branco peão · h2 branco peão · a1 branco torre · c1 branco bispo · e1 branco rei · h1 branco torre | a8 preto torre · c8 preto bispo · d8 preto rainha · f8 preto bispo · h8 preto torre · a7 preto peão · b7 preto peão · c7 preto peão · g7 preto peão · h7 preto peão · c6 preto cavalo · e6 preto rei · d5 preto cavalo · e5 preto peão · c4 branco bispo · c3 branco cavalo · f3 branco rainha · a2 branco peão · b2 branco peão · c2 branco peão · d2 branco peão · f2 branco peão · g2 branco peão · h2 branco peão · a1 branco torre · c1 branco bispo · e1 branco rei · h1 branco torre | 3 |
| 2 | a8 preto torre · c8 preto bispo · d8 preto rainha · f8 preto bispo · h8 preto torre · a7 preto peão · b7 preto peão · c7 preto peão · g7 preto peão · h7 preto peão · c6 preto cavalo · e6 preto rei · d5 preto cavalo · e5 preto peão · c4 branco bispo · c3 branco cavalo · f3 branco rainha · a2 branco peão · b2 branco peão · c2 branco peão · d2 branco peão · f2 branco peão · g2 branco peão · h2 branco peão · a1 branco torre · c1 branco bispo · e1 branco rei · h1 branco torre | a8 preto torre · c8 preto bispo · d8 preto rainha · f8 preto bispo · h8 preto torre · a7 preto peão · b7 preto peão · c7 preto peão · g7 preto peão · h7 preto peão · c6 preto cavalo · e6 preto rei · d5 preto cavalo · e5 preto peão · c4 branco bispo · c3 branco cavalo · f3 branco rainha · a2 branco peão · b2 branco peão · c2 branco peão · d2 branco peão · f2 branco peão · g2 branco peão · h2 branco peão · a1 branco torre · c1 branco bispo · e1 branco rei · h1 branco torre | a8 preto torre · c8 preto bispo · d8 preto rainha · f8 preto bispo · h8 preto torre · a7 preto peão · b7 preto peão · c7 preto peão · g7 preto peão · h7 preto peão · c6 preto cavalo · e6 preto rei · d5 preto cavalo · e5 preto peão · c4 branco bispo · c3 branco cavalo · f3 branco rainha · a2 branco peão · b2 branco peão · c2 branco peão · d2 branco peão · f2 branco peão · g2 branco peão · h2 branco peão · a1 branco torre · c1 branco bispo · e1 branco rei · h1 branco torre | a8 preto torre · c8 preto bispo · d8 preto rainha · f8 preto bispo · h8 preto torre · a7 preto peão · b7 preto peão · c7 preto peão · g7 preto peão · h7 preto peão · c6 preto cavalo · e6 preto rei · d5 preto cavalo · e5 preto peão · c4 branco bispo · c3 branco cavalo · f3 branco rainha · a2 branco peão · b2 branco peão · c2 branco peão · d2 branco peão · f2 branco peão · g2 branco peão · h2 branco peão · a1 branco torre · c1 branco bispo · e1 branco rei · h1 branco torre | a8 preto torre · c8 preto bispo · d8 preto rainha · f8 preto bispo · h8 preto torre · a7 preto peão · b7 preto peão · c7 preto peão · g7 preto peão · h7 preto peão · c6 preto cavalo · e6 preto rei · d5 preto cavalo · e5 preto peão · c4 branco bispo · c3 branco cavalo · f3 branco rainha · a2 branco peão · b2 branco peão · c2 branco peão · d2 branco peão · f2 branco peão · g2 branco peão · h2 branco peão · a1 branco torre · c1 branco bispo · e1 branco rei · h1 branco torre | a8 preto torre · c8 preto bispo · d8 preto rainha · f8 preto bispo · h8 preto torre · a7 preto peão · b7 preto peão · c7 preto peão · g7 preto peão · h7 preto peão · c6 preto cavalo · e6 preto rei · d5 preto cavalo · e5 preto peão · c4 branco bispo · c3 branco cavalo · f3 branco rainha · a2 branco peão · b2 branco peão · c2 branco peão · d2 branco peão · f2 branco peão · g2 branco peão · h2 branco peão · a1 branco torre · c1 branco bispo · e1 branco rei · h1 branco torre | a8 preto torre · c8 preto bispo · d8 preto rainha · f8 preto bispo · h8 preto torre · a7 preto peão · b7 preto peão · c7 preto peão · g7 preto peão · h7 preto peão · c6 preto cavalo · e6 preto rei · d5 preto cavalo · e5 preto peão · c4 branco bispo · c3 branco cavalo · f3 branco rainha · a2 branco peão · b2 branco peão · c2 branco peão · d2 branco peão · f2 branco peão · g2 branco peão · h2 branco peão · a1 branco torre · c1 branco bispo · e1 branco rei · h1 branco torre | a8 preto torre · c8 preto bispo · d8 preto rainha · f8 preto bispo · h8 preto torre · a7 preto peão · b7 preto peão · c7 preto peão · g7 preto peão · h7 preto peão · c6 preto cavalo · e6 preto rei · d5 preto cavalo · e5 preto peão · c4 branco bispo · c3 branco cavalo · f3 branco rainha · a2 branco peão · b2 branco peão · c2 branco peão · d2 branco peão · f2 branco peão · g2 branco peão · h2 branco peão · a1 branco torre · c1 branco bispo · e1 branco rei · h1 branco torre | 2 |
| 1 | a8 preto torre · c8 preto bispo · d8 preto rainha · f8 preto bispo · h8 preto torre · a7 preto peão · b7 preto peão · c7 preto peão · g7 preto peão · h7 preto peão · c6 preto cavalo · e6 preto rei · d5 preto cavalo · e5 preto peão · c4 branco bispo · c3 branco cavalo · f3 branco rainha · a2 branco peão · b2 branco peão · c2 branco peão · d2 branco peão · f2 branco peão · g2 branco peão · h2 branco peão · a1 branco torre · c1 branco bispo · e1 branco rei · h1 branco torre | a8 preto torre · c8 preto bispo · d8 preto rainha · f8 preto bispo · h8 preto torre · a7 preto peão · b7 preto peão · c7 preto peão · g7 preto peão · h7 preto peão · c6 preto cavalo · e6 preto rei · d5 preto cavalo · e5 preto peão · c4 branco bispo · c3 branco cavalo · f3 branco rainha · a2 branco peão · b2 branco peão · c2 branco peão · d2 branco peão · f2 branco peão · g2 branco peão · h2 branco peão · a1 branco torre · c1 branco bispo · e1 branco rei · h1 branco torre | a8 preto torre · c8 preto bispo · d8 preto rainha · f8 preto bispo · h8 preto torre · a7 preto peão · b7 preto peão · c7 preto peão · g7 preto peão · h7 preto peão · c6 preto cavalo · e6 preto rei · d5 preto cavalo · e5 preto peão · c4 branco bispo · c3 branco cavalo · f3 branco rainha · a2 branco peão · b2 branco peão · c2 branco peão · d2 branco peão · f2 branco peão · g2 branco peão · h2 branco peão · a1 branco torre · c1 branco bispo · e1 branco rei · h1 branco torre | a8 preto torre · c8 preto bispo · d8 preto rainha · f8 preto bispo · h8 preto torre · a7 preto peão · b7 preto peão · c7 preto peão · g7 preto peão · h7 preto peão · c6 preto cavalo · e6 preto rei · d5 preto cavalo · e5 preto peão · c4 branco bispo · c3 branco cavalo · f3 branco rainha · a2 branco peão · b2 branco peão · c2 branco peão · d2 branco peão · f2 branco peão · g2 branco peão · h2 branco peão · a1 branco torre · c1 branco bispo · e1 branco rei · h1 branco torre | a8 preto torre · c8 preto bispo · d8 preto rainha · f8 preto bispo · h8 preto torre · a7 preto peão · b7 preto peão · c7 preto peão · g7 preto peão · h7 preto peão · c6 preto cavalo · e6 preto rei · d5 preto cavalo · e5 preto peão · c4 branco bispo · c3 branco cavalo · f3 branco rainha · a2 branco peão · b2 branco peão · c2 branco peão · d2 branco peão · f2 branco peão · g2 branco peão · h2 branco peão · a1 branco torre · c1 branco bispo · e1 branco rei · h1 branco torre | a8 preto torre · c8 preto bispo · d8 preto rainha · f8 preto bispo · h8 preto torre · a7 preto peão · b7 preto peão · c7 preto peão · g7 preto peão · h7 preto peão · c6 preto cavalo · e6 preto rei · d5 preto cavalo · e5 preto peão · c4 branco bispo · c3 branco cavalo · f3 branco rainha · a2 branco peão · b2 branco peão · c2 branco peão · d2 branco peão · f2 branco peão · g2 branco peão · h2 branco peão · a1 branco torre · c1 branco bispo · e1 branco rei · h1 branco torre | a8 preto torre · c8 preto bispo · d8 preto rainha · f8 preto bispo · h8 preto torre · a7 preto peão · b7 preto peão · c7 preto peão · g7 preto peão · h7 preto peão · c6 preto cavalo · e6 preto rei · d5 preto cavalo · e5 preto peão · c4 branco bispo · c3 branco cavalo · f3 branco rainha · a2 branco peão · b2 branco peão · c2 branco peão · d2 branco peão · f2 branco peão · g2 branco peão · h2 branco peão · a1 branco torre · c1 branco bispo · e1 branco rei · h1 branco torre | a8 preto torre · c8 preto bispo · d8 preto rainha · f8 preto bispo · h8 preto torre · a7 preto peão · b7 preto peão · c7 preto peão · g7 preto peão · h7 preto peão · c6 preto cavalo · e6 preto rei · d5 preto cavalo · e5 preto peão · c4 branco bispo · c3 branco cavalo · f3 branco rainha · a2 branco peão · b2 branco peão · c2 branco peão · d2 branco peão · f2 branco peão · g2 branco peão · h2 branco peão · a1 branco torre · c1 branco bispo · e1 branco rei · h1 branco torre | 1 |
|   | a | b | c | d | e | f | g | h |   |

Apesar de a posição parecer desesperadora para as pretas, com o Rei exposto no centro do tabuleiro, o cavalo cravado aparentemente condenado e as peças paralisadas, a defesa com 8. ... Cb4 ou Ce7, seguido de 9. ... c6 permite segurar a posição, e a vantagem material acaba prevalecendo.